# St. Theresia vom Kinde Jesu (Sangrūda)

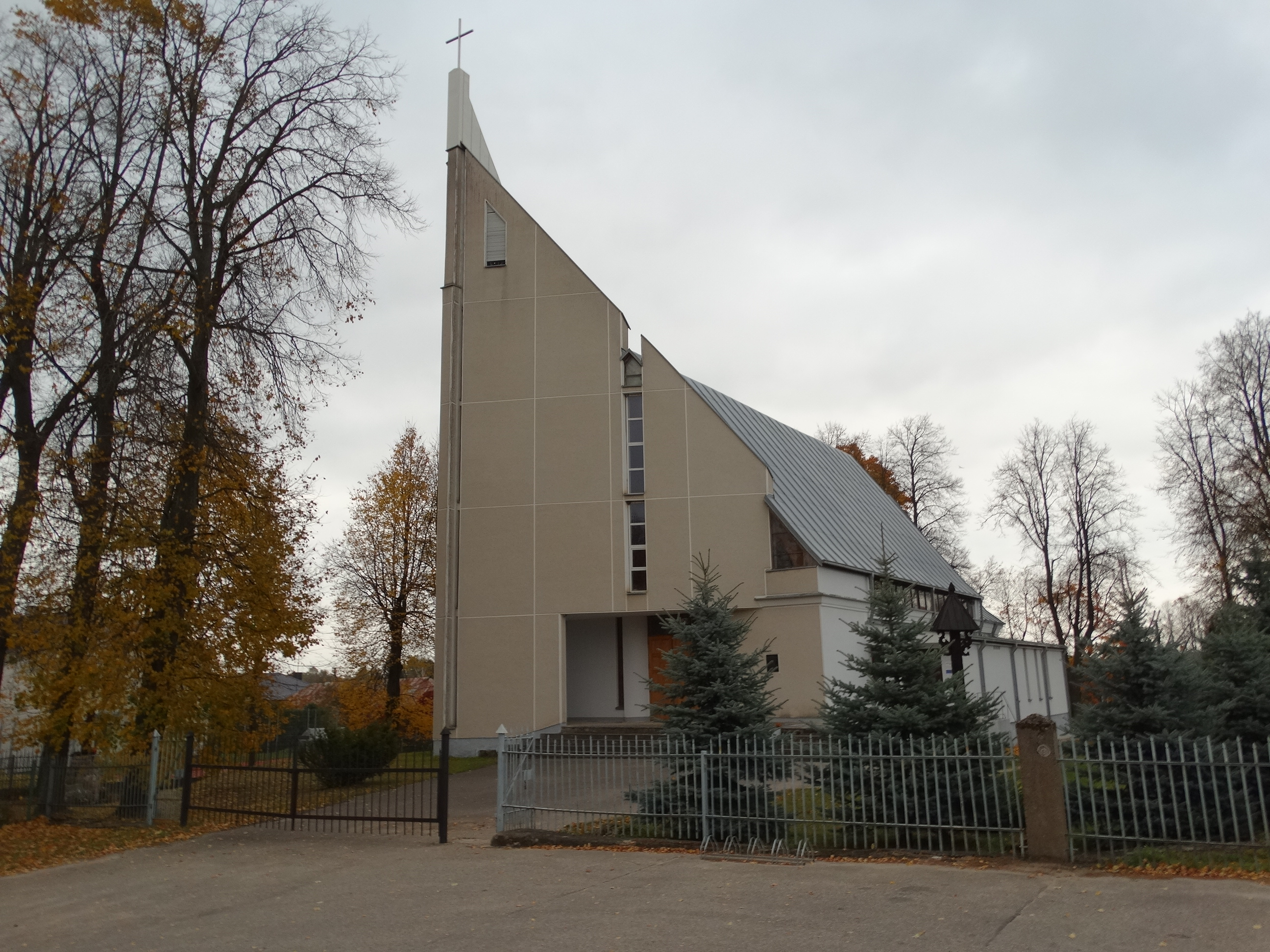
Kirche

Die Kirche St. Theresia vom Kinde Jesu Sangrūda (litauisch Sangrūdos Šv. Kūdikėlio Jėzaus Teresės bažnyčia) ist eine römisch-katholische Theresienkirche im Dorf Sangrūda der Gemeinde Kalvarija (Dekanat Marijampolė, Bistum Vilkaviškis, Litauen), 10 km südlich von Kalvarija und 4 km nordöstlich der polnischen Grenze. Es stehen zwei Kirchen nebeneinander, die alte hölzerne und die neue.

## Geschichte
Die Pfarrgemeinde entstand, als die litauisch-polnische Demarkationslinie die Wolost Punsk in zwei Teile teilte. Im Jahr 1924 bei der Teilung des Gutshofs Sangrūda wurde sein Zentrum mit 8 ha Garten und Hütten der neu gegründeten Gemeinde übergeben, 1 ha Land wurde für den Friedhof zugeteilt. Im Jahr 1924 gründete man die Pfarrgemeinde. Im Getreidespeicher des Herrenhauses wurde eine provisorische Kirche errichtet. 1925 kaufte man die Steinpflasterung des Herrenhauses und errichtete auf seinen Fundamenten eine Holzkirche mit zwei Türmen. Ein Pfarrhaus und Nebengebäude wurden auch gebaut. 1929 wurde die Kirche geweiht. 1930 wurde ein neues Pfarrhaus gebaut.
1971 brannte die Kirche ab. Aus dem ehemaligen Pfarrhaus baute man 1973 eine neue Kirche (sie wurde um 3 Meter verlängert und umgebaut). 1999 wurde eine neue Kirche moderner Formen gebaut (Architekten D. Čeponis, A. Boruta). Die Gelder und Materialien für den Bau wurden von der Dorfgemeinschaft gespendet.